# Райнбек (Шлезвиг-Гольштейн)
Райнбек (нем. Reinbek) — город в Германии, в земле Шлезвиг-Гольштейн. 
Входит в состав района Штормарн.

## История
Первое документальное упоминание о Рейнбеке датируется 1238 годом и восходит к основанию одноименного цистерцианского монастыря. Самые старые известные написания названия: (ville) Reinebec (1238), (in) Reynebeke (1309 и 1350), (to deme) Reynenbeke (1400) и (tome) Rynenbeke (1466); название интерпретируется как соединение базового слова bek, означающего «поток», и прилагательного «rein» в качестве определителя.  После разрушения монастыря (1534), место вновь обрело значение только с постройкой замкового комплекса (1572).
Поселение ремесленников в конце XVIII века, наконец, привело к экономическому росту. Однако решающий импульс для развития населённого пункта дало строительство железнодорожной линии между Гамбургом и Берлином (1846 год): Райнбек на время стал курортом и популярным местом для отдыха. Старая форма написания «Reinbeck» была изменена на «Reinbek» 1 сентября 1877 года постановлением провинциального правительства Шлезвига о единообразии написания названий населённых пунктов.
К концу Второй мировой войны Германия постепенно была оккупирована. 3 мая 1945 года британские войска заняли Райнбек, соседний город Глинде, а также последнюю часть ещё неоккупированного района Штормарн. В тот же день днём началась оккупация Гамбурга, которая ранее была согласована в Вилле Мёллеринг под Люнебургом. На следующий день Ганс-Георг фон Фридебург от имени последнего рейхспрезидента Карл Дёниц, который ранее с последним рейхс-правительством перебрался в Специальный район Мюрвик, подписал частичную капитуляцию вермахта в Северо-Западной Германии, Дании и Нидерландах. Безоговорочная капитуляция вермахта последовала 8 мая 1945 года. В конце войны Райнбек испытал значительный приток беженцев и жителей Гамбурга, оставшихся без жилья из-за последствий войны.
С 1960-х годов было освоено и расширено несколько промышленных зон. 28 июня 1952 года Райнбек получил городские права. 1 января 1974 года к нему были присоединены община Шённингштедт (включая Нойшённингштедт и О]) и часть общины Глинде с населением около 100 человек, а также часть расформированной общины Штемварде. В 1978 году к городу был присоединён новый район Краббенкамп, ранее относящийся к Шённингштедту и использовавшийся для сельского хозяйства.